# Ploïdie
 (juillet 2020).
La ploïdie est le nombre d'exemplaires, dans une cellule donnée ou dans les cellules d'un organisme, de jeux complets des chromosomes du génome de ce type d'organisme. On désigne par n le nombre de chromosomes d'un seul jeu complet :
- une cellule est haploïde si elle possède un jeu complet, soit n chromosomes ;
- elle est diploïde si elle possède deux jeux, donc 2 n chromosomes, organisés en n paires ;
- elle est polyploïde si elle possède au moins trois jeux : triploïde (3 n chromosomes), tétraploïde (4 n chromosomes), etc. ;
- elle est aneuploïde si le nombre de jeux de chromosomes est considéré comme « anormal », bien que généralement viable chez les plantes.

La notion de ploïdie s'applique durant la vie ordinaire de l'organisme, notamment chez les plantes qui sont souvent polyploïdes, et chez qui c'est un facteur-clé d'apparition de variétés nouvelles, y compris et surtout chez les plantes domestiques. Mais la ploïdie a également un sens particulier durant la phase de reproduction : chez les organismes sexués, les gamètes (cellules sexuelles) possèdent la moitié du nombre de chromosomes de l'organisme futur ; lors de la fertilisation, le jeu redevient complet grâce à la fusion des gamètes en un zygote (cellule-œuf).

## Schéma général

### Fécondation et méiose
Chez les espèces à reproduction sexuée (animaux, plantes, champignons, etc.), la fusion des deux cellules ou gamètes fournies par chacun des parents lors de la fécondation assemble deux lots morphologiquement identiques de chromosomes: ceux du gamète mâle et ceux du gamète femelle. L'œuf ou zygote qui résulte de la fécondation contient donc deux lots identiques de chromosomes, à l'exception des chromosomes sexuels chez certaines espèces.
Ces chromosomes étant appariables, on désigne le nombre de chromosomes de l’œuf par 2n : il est dit diploïde. Les gamètes, qui n'ont qu'un seul lot de n chromosomes, sont dits haploïdes.
Lors du développement d’un organisme, les divisions cellulaires normales (mitoses) conservent le nombre de chromosomes de la cellule : une cellule haploïde donne deux cellules haploïdes, une cellule diploïde donne deux cellules diploïdes.
Pour assurer le cycle de vie complet (d'œuf x à œuf x+1), il est donc nécessaire de compenser à un moment ou à un autre le doublement chromosomique de la fécondation par une opération inverse, la méiose, une division cellulaire particulière qui permet un retour à l’état haploïde.
Selon les groupes d'êtres vivants, la place de la méiose et de la fécondation sont variables au cours du cycle de développement. Par exemple, chez les mammifères, la méiose a lieu au cours de la formation des gamètes, ce qui fait que toutes les cellules (issues de l'œuf par des mitoses) sont diploïdes et que seuls les gamètes sont haploïdes. Dans d'autres groupes, comme chez certains champignons, la méiose suivant immédiatement la fécondation, toutes les cellules sont haploïdes.

## Ploïdie et phase du cycle de vie

### Cycle de vie à diploïdie dominante, dit diplophasique
Chez les organismes dont le cycle de vie est à phase diploïde dominante, la majeure partie des cellules est diploïde, à l'exception des gamètes.
La plupart des animaux (dont l'être humain), sont à phase diploïde dominante.

### Cycle de vie à haploïdie dominante, dit haplophasique
Les organismes dont le cycle de vie est à phase haploïde dominante sont essentiellement constitués de cellules haploïdes, tout comme les gamètes. La phase diploïde se limite pratiquement au zygote issu de la fécondation.
De nombreux champignons, certaines algues sont des exemples d’organismes à phase haploïde dominante.

### Cycle de vie mixte, dit haplodiplophasique
Il existe aussi des organismes à cycle de vie mixte équilibré (certaines algues vertes filamenteuses ont une phase haploïde et une phase diploïde équivalentes) ou déséquilibré.

## Cas particuliers

### Triploïdie
La triploïdie est associée à la reproduction des angiospermes. Un des noyaux du grain de pollen (haploïde) s’unit à un noyau resté diploïde de l’ovule, et donne naissance à un tissu de réserve de la graine, l’albumen. C’est le phénomène de double fécondation.
Il existe aussi des plantes triploïdes comme le cultivar de Bananier utilisé pour la consommation humaine ou certaines variétés de Pommier. Ces plantes sont stériles et ne peuvent être multipliées que par voie végétative. Il existe aussi une colonie clonale triploïde de Lomatia tasmanica.
Il existe aussi des animaux triploïdes mais ce statut génétique n'est viable que chez certains groupes comme les actinoptérygiens. Ainsi sont couramment élevés des truites et des huîtres triploïdes qui présentent l'avantage d'être stériles et de permettre aux consommateurs, notamment chez les huîtres, d'éviter de consommer l'été des animaux gorgés de sperme ou d'ovules.

### Polyploïdie
Certaines espèces ont perpétué et fixé dans leur génome, une ou plusieurs duplications supplémentaires de leurs chromosomes : c’est le phénomène de polyploïdie. La charge d’ADN dans la cellule se trouve ainsi fortement accrue. Cela peut concerner des animaux (les drosophiles par exemple) ou des végétaux.
Le blé est hexaploïde (Triticum aestivum) et a un génome de très grande taille (16 000 Mb) qui fait cent-vingt-sept fois celui de la plante modèle (Arabidopsis thaliana). D'autres espèces comme certaines huîtres sont tétraploïdes.

### Anomalies de la ploïdie
Lors de la fécondation ou du développement embryonnaire, des anomalies du nombre de chromosomes peuvent apparaître. 
Une euploïdie aberrante est une anomalie dans le nombre de jeux complets de chromosomes.
L’aneuploïdie est l’absence ou l'excès d'un chromosome particulier. Les trisomies sont des aneuploïdies.
Le cyprinidé Squalius alburnoides commun en Espagne et au Portugal présente une aneuploïdie, généralement triploïde pouvant aussi produire des œufs diploïdes ou, par hybridation avec des espèces voisines, tétraploïdes.